# 亞瑟·李·塞謬爾
亞瑟·李·塞謬爾（Arthur Lee Samuel，1901年12月5日—1990年7月29日）是一名美國電腦科學家，他是電腦遊戲與人工智慧方面的先鋒。塞謬爾的電腦跳棋程式是世界上最早能成功進行自我學習的電腦程式之一，也因此是人工智慧（AI）基礎概念的早期展示之一。他也是TeX社群的資深會員，他對這社群付出許多時間、給予社群成員的需求個人關注，並在1983年為TeX寫了一本早期的手冊。

## 生平
塞謬爾於1901年12月5日生於堪薩斯州恩波里亞，並於1923年自恩波里亞學院畢業，之後他於1926年在麻省理工學院得到電機碩士的學位，並花了兩年的時間擔任教員。
1928年，他進入貝爾實驗室，在其中他多半從事真空管的研究，其中包括了二戰時期對雷達的改進等，當時他開發了一個氣體放電開關，而這使得一個天線能同時用於發送與接收訊息。戰後，他進入伊利諾大學厄巴納-香檳分校，在此他開始了建構ILLIAC電腦的計畫，但第一台電腦完成前他就離開了；之後他在1949年來到了IBM位於紐約州波啟浦夕的實驗室，而他最成功的成就大多是在此開始和進行的。一般認為他是最早開發出軟體雜湊表的人之一，而這影響了IBM對電腦電晶體的早期研究。在IBM時期，他為IBM最早的商用電腦IBM 701開發了跳棋程式，這程式因展示了電腦硬體的進步和作者的程式編寫的技巧而轟動一時，並使得IBM的股價在一夕之間飆漲15點；而他也因為身為最早將電腦用於非計算計畫的人之一的緣故，而透過其具先鋒性的非數值程式，幫助塑造了處理器的指令集；另外他也因為他的寫作方式能使得複雜概念變得淺顯易懂之故，而在1953年被選中為最早期的電腦期刊的其中一本撰寫介紹。
在1966年，塞謬爾自IBM退休並成為史丹福大學教授，之後他在此擔任教職直至去世。在此時他與高德納發展TeX計畫，並為之撰寫了文件，他在88歲生日後依舊撰寫程式。
塞謬爾在1987年獲得IEEE電腦先鋒獎。他最後於1990年7月29日因帕金森氏症併發症而去世。

## 電腦跳棋的開發
塞謬爾在人工智慧社群中最知名的成就，是他於1959年對電腦跳棋開創性的工作，以及他自1949年起在機器學習方面具有開拓性的工作。他自麻省理工學院畢業，並自1946年起至1949年止在麻省理工學院和伊利諾大學厄巴納-香檳分校任教。
他相信說教導電腦玩遊戲，可在開發解決一般問題的技巧方面取得非常豐碩的成果，而他之所以會選擇跳棋，是因為跳棋一方面相對簡單、另一方面也頗具策略深度之故。這個程序的主要原理是自現有狀態可達步數的遊戲樹；而由於當時電腦記憶體非常有限之故，他因此開發了一個現在稱為Alpha-beta剪枝的程序；此外，塞謬爾為遊戲每個階段的每一步都開發了評分函數（scoring function）而非讓遊戲樹搜尋所有可能的步數直至終局為止。這個評分函數會權衡每個位置遊戲雙方的獲勝概率，並會考慮雙方有的棋子數、成王棋子的數量，以及可能成王棋子的大致數量等。這程序根據極小化極大演算法來決定棋步，也就是說這程序會在假定對手會根據相同的評分函數來決定下的棋步的狀況下，根據評分函數走分數最高的棋步。
塞謬爾也開了多種改進他的程式的機制，在他稱為「機械學習」（rote learning）的機制中，程式會記起自己所看到的每一步，以及每一步在獎勵函數上的最終數值。這技巧成功地增加了每一步的搜尋深度。塞謬爾之後的程式根據專業棋手的棋局來重新評值，他並藉由讓程式與自身對弈數千局的方式讓程式學習。透過這種種的方式，他的程式達到了值得尊敬的業餘者的水平，並且是第一個能在版圖遊戲上達到如此水平的電腦程式。他不斷改進自己的跳棋程式直至1970年代中期為止，而在此時他的程式已有足夠的技巧可以挑戰值得尊敬的業餘者。

## 獎項
- 1987年IEEE電腦先鋒獎[2]

理由：在自適非數值過程（Adaptive non-numeric processing）方面的貢獻

## 著作選
- 《一步一步計算，或數位電腦使之變容易》（Computing bit by bit, or Digital computers made easy），1953年出版[13][7]
- 《基於跳棋遊戲的一些對機器學習的研究》（Some studies in machine learning using the game of checkers）[14]

機器學習的先鋒研究
此文後來以更多帶有註解的遊戲，於Edward Feigenbaum與Julian Feldman編輯的《電腦與思維》（Computers and Thought）期刊重新編印。
- 《一年級Tex：初學者的Tex手冊》（First Grade TeX: A Beginner's TeX Manual），1983年出版[15]

TeX社群的資深成員

## 外部連結
- GitHub上的Checkers AI: a look at Arthur Samuel's ideas